# Pectinidens
Pectinidens is een geslacht van weekdieren uit de klasse van de Gastropoda (slakken).

## Soort
- Pectinidens diaphanus (King, 1832)